# شهرستان وینستون (میسیسیپی)
|  |  |  |
|  |  |  |

شهرستان وینستون در شرق ایالت میسیسیپی، واقع در ایالات متحده آمریکا می‌باشد. جمعیت این شهرستان ۱۹٬۱۹۸ نفر (سال ۲۰۱۰) و وسعت آن ۱٬۵۸۰ کیلومتر مربع است. مرکز این شهرستان شهر لوئیزویل می‌باشد.